# Llista de tècniques de taekwondo
El taekwondo és una art marcial que procedeix de coreà. El taekwondo es basa en un esport de combat de lluita lliure que utilitza les mans i els peus descalços, que et defenses amb puntades. El taekwondo té la varietat més grossa de tècnica quant a puntades de peu es refereix. A continuació seran explicades les puntades més bàsiques.
Yop Chagui: S'eleva la cama posterior cap endavant amb el genoll flexionat a l'alçada del pit, simultàniament es gira maluc i tronc 180 graus de la línia d'atac i el peu de base gira 180 graus, quedant el cos totalment de costat. Després s'estén la cama cap endavant, colpejant amb tota la vora externa del taló i part del peu a la part del tronc de l'oponent.
Bandal Chagui: Eleves la cama posterior amb el genoll flexionat de davant, a l'alçada del tronc, es realitza una rotació del maluc, empenyent-la cap endavant. Després s'estén la cama per arribar a l'objectiu, colpejant amb l'empenya la part mitjana del tronc de l'adversari. La cama de base va lleugerament flexionada i el peu en un angle entre 90 i 100 graus de la línia d'atac.
Dolyo Chagui: Es puja la cama de darrere amb el genoll flexionat a l'alçada del pit, es gira el maluc 90 graus cap endavant i s'estén la cama en direcció del cap o la cara del contrari, copejant amb l'empenya. El peu de base gira 180 graus de la línia d'atac, quedant dirigit al costat oposat a què es dirigeix la puntada de peu.
Bakat Chagui: S'estén la cama posterior cap endavant, realitzant una rotació del maluc de 180 graus de la línia d'atac, la cama passa als 200 a 210 graus, se'n va elevant a poc a poc començant a formar un ventall de dins cap a fora, fins a assolir l'alçada del cap del contrari. El cop s'executa amb la part exterior del peu, simultàniament el peu de base pivota i gira entre 90 i 100 graus de la línia d'atac.
Tui Chagui: El peu de davant es dirigeix cap al peu de darrere, girant tot el cos 90 graus, donant l'esquena al contrari, lleugerament inclinat i mirant per sobre de l'espatlla; flexionem el genoll de la cama que recollim i estenem la cama i maluc cap al contrari, colpejant amb la part posterior de la planta del peu la part mitjana de l'oponent, sense deixar girar el cos fins que el cop arribi al seu abdomen.